# Michel Fau
Michel Fau (Agen, 17 dicembre 1964) è un attore e regista francese.

## Biografia
Allievo di Michel Bouquet al Conservatoire National Supérieur d'Art Dramatique di Parigi, Michel Fau ha diretto attori del calibro di Michel Bouquet, Catherine Frot, Léa Drucker, Gaspard Ulliel, Julie Depardieu, Audrey Tautou e Édith Scob. Al cinema ha collaborato con François Ozon, Albert Dupontel, Xavier Giannoli, Christophe Honoré, Édouard Baer e André Téchiné. Al cinema si è accontentato di piccoli ruoli secondari fino al 2015, quando ha recitato in Marguerite di Xavier Giannoli, al fianco di Catherine Frot, interpretazione che gli è valsa una nomination al premio César per il miglior attore non protagonista. Nel 2011 ha assunto la co-direzione del festival teatrale Figeac con Olivier Desbordes. Iniziò quindi a creare spettacoli e a dare letture, invitando artisti famosi come Fanny Ardant, Michel Galabru, Francine Bergé, Maxime d'Aboville e Philippe Caubère.

## Caso Depardieu
Amico di Gérard Depardieu, nel bel mezzo del caso Depardieu, è uno dei firmatari dell'editoriale N'effacez pas Gérard Depardieu (trad. it. Non cancellare Gérard Depardieu), un articolo di Yannis Ezziadi firmato da 56 personalità del mondo della cultura e pubblicato su Le Figaro, il 25 dicembre 2023, che ha provocato una vivace polemica. Intervistato da BFM TV, Fau ha dichiarato: "L'artista deve restare stravagante, scandaloso, osceno e ingestibile".

## Filmografia parziale

### Cinema
- Cyrano de Bergerac, regia di Jean-Paul Rappeneau (1990)
- Le Créateur, regia di Albert Dupontel (1999)
- Harry, un amico vero (Harry un ami qui vous veut du bien), regia di Dominik Moll (2000)
- Swimming Pool, regia di François Ozon (2003)
- 9 mois ferme, regia di Albert Dupontel (2013)
- Marguerite, regia di Xavier Giannoli (2015)
- Nos années folles, regia di André Téchiné (2017)
- La donna più assassinata del mondo (La femme la plus assassinée du monde), regia di Franck Ribière (2018)
- Mon Crime - La colpevole sono io (Mon Crime), regia di François Ozon (2023)

### Televisione
- Diane de Poitiers - miniserie TV (2022)
- Capitaine Marleau - serie TV (2022)

## Doppiatori italiani
- Pino Ammendola in Marguerite, Mon Crime - La colpevole sono io
- Corrado Conforti in Harry, un amico vero
- Luigi Ferraro in La donna più assassinata del mondo